# Marquinhos (ur. 1971)
Marquinhos, właśc. Marcos Corrêa dos Santos (ur. 2 października 1971 w Rio de Janeiro) – brazylijski piłkarz, występujący podczas kariery na pozycji ofensywnego pomocnika.

## Kariera klubowa
Marquinhos rozpoczął piłkarską karierę w CR Flamengo w 1990 roku. Z Flamengo zdobył mistrzostwo Brazylii 1992, Puchar Brazylii 1990 oraz mistrzostwo stanu Rio de Janeiro – Campeonato Carioca w 1991 roku. W 1996 roku grał w SE Palmeiras. Z Palmeiras zdobył mistrzostwo stanu São Paulo – Campeonato Paulista w 1996 roku.
W kolejnych latach był zawodnikiem EC Juventude, Palmeiras, EC Bahia i ponownie Palmeiras. Z Bahią zdobył mistrzostwo stanu Bahia – Campeonato Baiano w 1998 roku. W 1999 roku grał w chilijskim CSD Colo-Colo. Po powrocie do Brazylii grał m.in. w Portuguesie, AA Ponte Preta, Guarani FC, Americe (RJ), Américe (RN) oraz Madureirze.
W ostatnich latach kariery grał w kilku klubach, jednakże nie odniósł większych sukcesów i 2008 roku zakończył karierę jako zawodnik Guanabara EC.

## Kariera reprezentacyjna
Marquinhos ma za sobą powołania do reprezentacji Brazylii. W 1993 roku wystąpił w Copa América 1993. Na turnieju wystąpił tylko w rozegranym 27 czerwca 1993 w meczu z Argentyną, który był jego jedynym meczem w reprezentacji.